# Euparyphus umbrulus
Euparyphus umbrulus är en tvåvingeart som beskrevs av Quist 1973. Euparyphus umbrulus ingår i släktet Euparyphus och familjen vapenflugor. Inga underarter finns listade i Catalogue of Life.